# Koprolit iz Lloyds Banka
Koprolit iz Lloyds Banka je veliki paleofeces, ili uzorak osušenog ljudskog fecesa, koji su otkrili arheolozi iz Yorkške arheološke udruge prilikom iskopa drevnog vikinškog naselja Jórvíka (današnji York) u Engleskoj.

## Opis
Koprolit je otkriven 1972. u ostatcima drevnog vikinškog naselja iznad kojeg je planirana gradnja mjesnog ogranka Lloyds Banke i do danas je najveći pronađeni primjerak fosiliziranog ljudskog fecesa, duljine 20 centimetara i širine 5 centimetara. Analizom stolice utvrđeno je da se ishrana vlasnika sastojala uglavnom od mesa i žitarica, dok je prisutnost jajašaca probavnog nametnika ukazala na učestalost parazitskih bolesti toga vremena. 1991. godine, član Yorkške arheološke udruge i palekoprolog vnar dr Andrew Jones opisao je ovo otkriće i njegovo značenje kao "Najuzbudljiviji primjerak fecesa ikad viđen... Na svoj je način nezamjenjiv, kao i dragulji u britanskoj kruni.". Slojevi koji su oblagali feces bili su vlažni i tresetasti, a osim fecesa očuvali su i tekstil i drvo.

## Muzejski izložak
Uzorak je izložen u Arheološkom centru, prostoru namijenjenom javnoj edukaciji kojeg vodi Yorkška arheološka udruga. Godine 2003. uzorak se razbio u tri dijela padom za vrijeme izložbe, te su poduzeti pokušaji rekonstrukcije. Koprolit je od 2008. izložen u Jorvik Viking Centru.

## Vanjske poveznice
- Bone: The Man Behind the Lloyds Bank Turd - Video discussing the discovery and analysis of the coprolite